# Resistência Galega
Resistência Galega, talvolta abbreviato in REGA, è il termine usato da un insieme di organizzazioni paramilitari separatiste e di estrema sinistra galiziane. Il termine fu usato per la prima volta nel 2005, quando fu pubblicato su Internet il documento Manifesto da Resistência Galega; da allora, Resistenza Gallega ha portato avanti dozzine di attacchi contro sedi di partiti politici e di banche in Galizia.

## Storia
Resistência Galega rappresenta la continuazione di numerosi gruppi separatisti galiziani attivi negli anni '70 e '80, come Loita Armada Revolucionaria, Liga Armada Galega, o l'Esercito Guerrilheiro do Povo Galego Ceive. L'organizzazione fu creata, si ritiene, nell'ambito dell'Assemblea della Gioventù Indipendentista (in galiziano: Assembleia da Mocidade Independentista) nel 2005, e da allora divenne nota al pubblico con un manifesto pubblicato il 20 novembre dello stesso anno. In esso venivano rivendicati diversi attacchi contro gli uffici di partiti politici spagnoli, l'Esercito spagnolo, e addirittura incidenti relativi all'affondamento della petroliera Prestige, al largo delle coste spagnole.
Secondo la Polizia spagnola, il gruppo mantiene tre cellule attive, ognuna delle quali è costituita da quattro membri: due di esse sono basate nelle città di Santiago e Vigo, e l'altra è sparpagliata nel resto del territorio Galiziano; sono circa duecento, invece, i simpatizzanti e i sostenitori. Si sospetta che il leader sia Antonio García Matos, in passato membro della sciolta organizzazione "Exército Guerrilheiro". Noto anche come "Toninho", Matos fu arrestato nel novembre 2005 e subito rilasciato, e da allora si ritiene che si nasconda in Portogallo, da dove coordina le azioni del resto del gruppo. Sono documentati, inoltre, rapporti con l'ETA.
Nell'ottobre del 2010, l'Alta Corte Spagnola ha designato ufficialmente Resistência Galega come un gruppo terrorista, al pari di altre organizzazioni presenti sul suolo spagnolo, tra cui, appunto, l'ETA. Dopo un attentato dinamitardo nel gennaio 2011, le autorità hanno indicato l'incidente come un "attacco terroristico", e che avrebbero peso le dovute misure nelle indagini.